# Ґільдерой Локарт
Ґільдерой Локарт (англ. Gilderoy Lockhart) — персонаж книжок Дж. Ролінґ про Гаррі Поттера. Відомий письменник та викладач у Гоґвортсі.

## Зовнішність
Авторка описує Локарта як:
|  | вельми вродливого чарівника з хвилястим світлим волоссям і ясно-блакитними очима |

Власник сліпучо-білих зубів, Локарт завжди надягав мантії, що пасували його очам або кольору волосся.

## Локарт— викладачГоґвортсу
Локарт — автор широко відомих книжок, таких, як
- Балачки з Бабою-Ягою
- Вакації з вампірами
- Перерви з перевертнями
- Сніданок зі сніговою людиною
- Трапези з тролями
- Уперті упирі
- Феєрії з фуріями
- Як боротися з домашніми шкідниками. Посібник Ґільдероя Локарта
- Біографії «Я — МАГІЧНИЙ»

У них він розповідав те, як вдало він використовував свої глибинні магічні знання та силу для боротьби із різними небезпечними магічними істотами, про свою вправність та кмітливість. Саме тому Дамблдор запросив Локарта в Гоґвортс на посаду викладача предмету «Захист від темних мистецтв».
Локарт — дуже честолюбна, егоїстична людина. Для нього слава та популярність — перш за все (до фанатів Локарта належать також Молі Візлі та Герміона Ґрейнджер). Тому він вніс у список обов'язкових підручників для учнів Гоґвортсу безліч своїх власних книжок. Перша зустріч Гаррі Поттера із Локартом відбулася в книгарні «Флоріш і Блотс», де письменник презентував автобіографію. Коли він впізнав «хлопчика, що вижив», Гаррі відразу став улюбленцем Локарта, оскільки той додавав популярності письменникові.
Навряд чи Локарта можна назвати добрим учителем. Про якість його уроків можуть свідчити завдання першого тестування учнів:
1) Який улюблений колір Ґільдероя Локарта
2) Яка заповітна мрія Ґільдероя Локарта?
3) Яким, на вашу думку, є найбільше досягнення Ґільдероя Локарта?
…
54) Коли день народження Ґільдероя Локарта і яким був би ідеальний дарунок для нього?
Тож, на уроках він займався вихвалянням власної персони, а коли перед ним ставала якась проблема, то він відповідав всім, що це ніщо порівняно із тим, з чим він уже стикався у своєму героїчному минулому. За кару Локарт змушував учня, що провинився, підписувати його фотографії для фанатів.
Сутність Локарта зміг розпізнати професор Снейп. Вони удвох зустрілися під час зібрання клубу дуелянтів. Локарт зарекомендував себе як непереможного дуелянта, а його «асистент професор Снейп… також трішечки знається на дуелях». Після цього на показовій дуелі Снейп миттєво знезброїв Локарта.
Коли у Гоґвортсі відбувалися напади василіска на учнів, Снейп нагадав усім про славнозвісного героя Локарта, запропонував йому побороти чудовисько — адже порівняно із його минулими сутичками, це було б просто забавкою для Ґільдероя. Після цього Локарт панічно почав складати свої речі, щоб утекти зі школи.
Проте в цей час Гаррі Поттер, Рон Візлі та Герміона Ґрейнджер розгадали таємницю василіска, і оскільки їм потрібна була підтримка, вони змусили Локарта піти в Таємну кімнату із ними. Тоді друзі дізналися правду Ґільдероя Локарта: насправді він був незграбним чарівником, що міг досконало виконувати лише одне закляття — стирання пам'яті. Тож, у власному житті він ні разу не перемагав у двобої з магічними істотами, проте спілкувався з тими, хто це робив, потім змінював їм пам'ять і видав їх героїчні вчинки за свої.
Локарт не покидав свого наміру втекти зі школи, тож намагався стерти пам'ять Ронові Візлі та Гаррі Поттеру. Але при цьому він використовував зламану чарівну паличку Візлі, і вона відбила закляття у зворотному напрямку: пам'ять було стерто самому Локартові.

## Подальше життя
Після цих подій він потрапив до лікарні Святого Мунґо. Там він продовжував роздавати свої фотографії із автографами всім, кого зустрічав, хоча не розумів, чому він це робить. У такому стані його побачили Гаррі Поттер, Рон Візлі та Герміона Ґрейнджер під час відвідин пораненого Артура Візлі.

## Роль у фільмах
У фільмах про Гаррі Поттера роль Ґільдероя Локарта виконує англійський актор Кеннет Брана.